# Paul Krepler
Paul Krepler (* 1909; † 16. September 1998) war ein österreichischer Kinderarzt und Hochschullehrer.

## Leben
Krepler promovierte an der Universität Wien und war im Anschluss an verschiedenen Wienern Krankenhäusern tätig. 1945 übernahm er die ärztliche Direktion und Leitung des St. Anna Kinderspitals, die er bis zum Pensionseintritt 1980 innehatte. Er forschte insbesondere zu Infektionskrankheiten und später zur pädiatrischen Radiologie sowie zur pädiatrischen Hämatologie. Im Jahr 1963 erhielt er die Lehrbefugnis für Kinderheilkunde. Im Jahr 1970 wurde er zum außerplanmäßigen Universitätsprofessor berufen. In den 1970er Jahren eröffnete Krepler die österreichweit erste Station für die Behandlung von Leukämien bei Kindern. 1974 führte er die Pinkel-Therapie in Österreich ein.

## Schriften (Auswahl)
- Grundlagen und Fortschritte der Leukämiebehandlung beim Kinde, Enke, Stuttgart 1970.
- Das Kind und sein Arzt. 150 Jahre St. Anna-Kinderspital, Facultas-Universitäts-Verlag, Wien 1988, ISBN 978-3-85076-243-4.